# IC 2418
IC 2418 — галактика типу C (компактна галактика) у сузір'ї Рак.
Цей об'єкт міститься в оригінальній редакції індексного каталогу.